# Sportjahr 1935
Liste der Sportjahre

◄◄ | ◄ | 1931 | 1932 | 1933 | 1934 | Sportjahr 1935 | 1936 | 1937 | 1938 | 1939 | ► | ►►

Weitere Ereignisse

## Ereignisse

### Alpinismus
- 16. August: Einer Seilschaft unter Führung von Lawrence Rickard Wager gelingt die Erstbesteigung des Gunnbjørn Fjeld, dem höchsten Berg Grönlands und oberhalb des nördlichen Polarkreises.
- 21. August bis 28. August: Der Besteigungsversuch der Eiger-Nordwand endet für die beiden Bergsteiger Max Sedlmayr und Karl Mehringer nach einem mehrtägigen Wettersturz tödlich.

### Badminton
Höhepunkt des Badmintonjahres 1935 waren die All England, die Irish Open, die Scottish Open und die French Open.

#### Internationale Veranstaltungen
| Veranstaltung | Herreneinzel     | Dameneinzel      | Herrendoppel                    | Damendoppel                         | Mixed                         |
| ------------- | ---------------- | ---------------- | ------------------------------- | ----------------------------------- | ----------------------------- |
| All England   | Raymond M. White | Betty Uber       | Donald C. Hume Raymond M. White | Marjorie Henderson Thelma Kingsbury | Donald C. Hume Betty Uber     |
| French Open   | Ralph Nichols    | Betty Uber       | Ralph Nichols Geoffrey J. Fish  | Betty Uber Diana Doveton            | Ralph Nichols Diana Doveton   |
| Irish Open    | James Rankin     | R. J. Teague     | Ian Maconachie James Rankin     | Marian Horsley Olive Wilson         | Ian Maconachie Marian Horsley |
| Scottish Open | C. H. Whittaker  | Thelma Kingsbury | Donald C. Hume Raymond M. White | Marjorie Henderson Thelma Kingsbury | Donald C. Hume Betty Uber     |

### Fußball

#### Internationale Fußballveranstaltungen
- Campeonato Sudamericano 1935
- Europapokal der Fußball-Nationalmannschaften 1933 bis 1935
- Mitropapokal 1935

#### Nationale Fußballmeisterschaften
- Deutsche Fußballmeisterschaft 1934/35
- Österreichische Fußballmeisterschaft 1934/35
- Schweizer Fussballmeisterschaft 1934/35
- Tschammerpokal 1935

### Leichtathletik

#### Weltrekorde

##### Sprint
- 14. September: Stanisława Walasiewicz, Polen, läuft die 200 Meter der Damen in 23,6 s.

##### Langstreckenlauf
- 3. November: Son Kitei, Japan, läuft den Marathon der Herren in 2:26:42 h.

##### Hürdenlauf
- 19. September: Alvin Moreau, USA, läuft die 110 Meter Hürden der Herren in 14,2 s.

##### Wurfdisziplinen
- 28. April: Willi Schröder, Deutschland, wirft im Diskuswurf der Herren 53,1 m.
- 2. Juni: Gisela Mauermayer, Deutschland, wirft im Diskuswurf der Damen 44,34 m.
- 12. Juli: Gisela Mauermayer, Deutschland, erreicht im Diskuswurf der Damen 44,34 m.
- 23. Juli: Gisela Mauermayer, Deutschland, erreicht im Diskuswurf der Damen 44,77 m.
- 23. Juli: Gisela Mauermayer, Deutschland, erreicht im Diskuswurf der Damen 45,53 m.
- 29. August: Gisela Mauermayer, Deutschland, erreicht im Diskuswurf der Damen 45,97 m.
- 29. August: Gisela Mauermayer, Deutschland, erreicht im Diskuswurf der Damen 46,1 m.
- 27. September: Willi Schröder, Deutschland, erreicht im Diskuswurf der Herren 53,10 m.

##### Sprungdisziplinen
- 14. April: Jack Metcalfe, Australien, erreicht im Dreisprung der Herren 15,78 m.
- 25. Mai: Jesse Owens, USA, springt im Weitsprung der Herren 8,13 m.
- 1. Juli: Keith Brown, USA, erreicht im Stabhochsprung der Herren 4,39 m.
- 25. Juli: Jesse Owens, USA, erreicht im Weitsprung der Herren 8,13 m.

### Motorsport

#### Motorradsport

##### Motorrad-Europameisterschaft
- Bei der auf dem Clady Circuit in Nordirland ausgetragenen Motorrad-Europameisterschaft gewinnt der Deutsche Arthur Geiss auf DKW vor dem Briten Bob Foster (New Imperial) und dem Iren Gordon Burney (Moto Guzzi) den Titel in der 250-cm³-Klasse.
- Bei den 350ern siegt der britische Velocette-Werksfahrer Wal Handley vor seinem Teamkollegen Ernie Thomas und Johnny Duncan (Norton), beide ebenfalls aus Großbritannien.
- In der Halbliterklasse siegt der Brite Jimmie Guthrie auf Norton vor dem Belgier René Milhoux (FN) und seinem Landsmann Arthur Tyler (Velocette).

##### Deutsche Motorrad-Straßenmeisterschaft
- Deutsche Meister werden Arthur Geiss (DKW, 250 cm³), Oskar Steinbach (NSU, 350 cm³ sowie 500 cm³), Hans Schumann / Hermann Böhm (NSU, Gespanne 600 cm³) und Karl Braun / Ernst Badsching (Horex, Gespanne 1000 cm³).

### Radsport

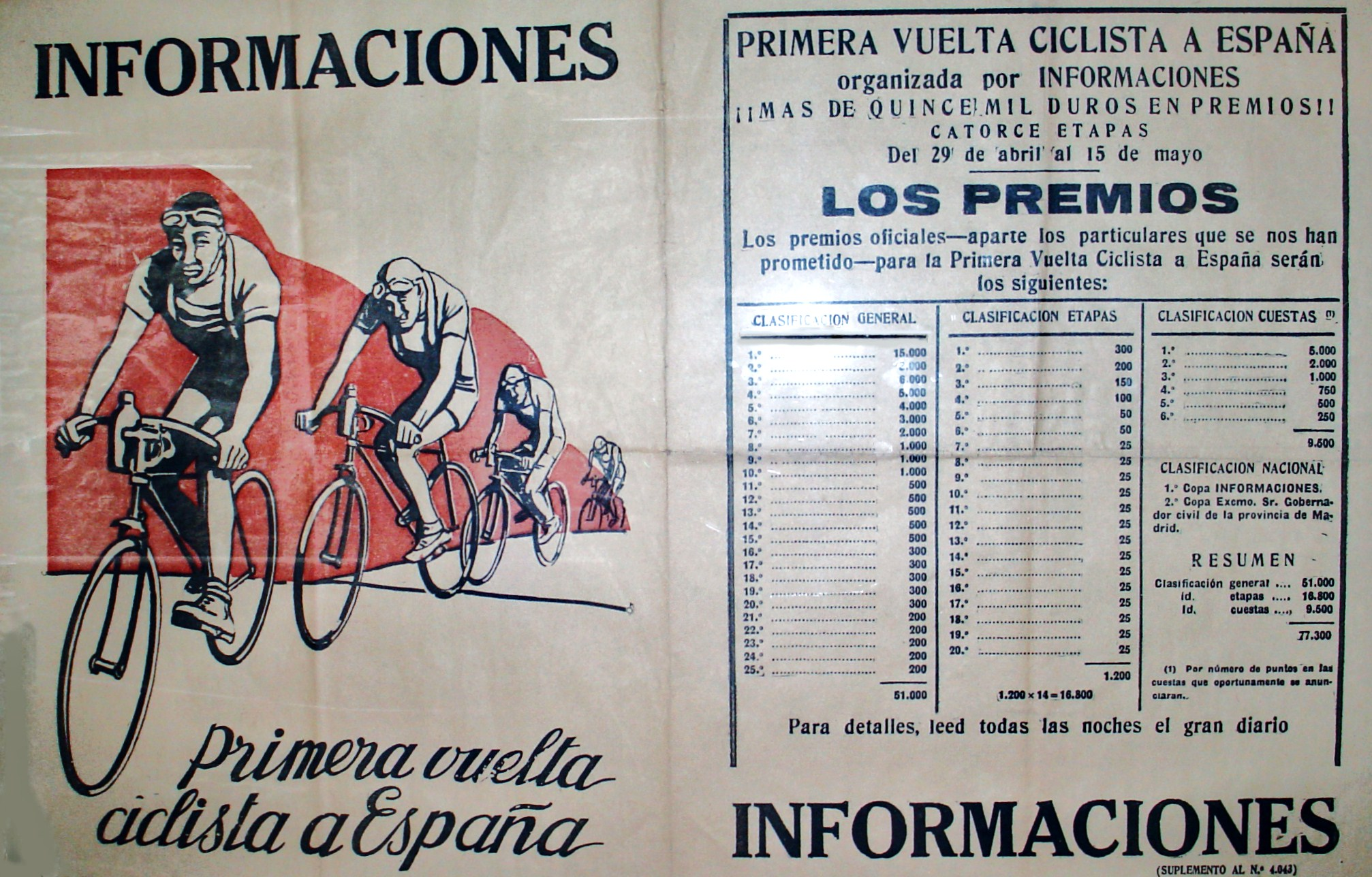
Anzeige der ersten Ausgabe

- 29. April bis 15. Mai: Die Vuelta a España wird erstmals ausgetragen. Der Belgier Gustaaf Deloor gewinnt die Vuelta a España 1935.
- 18. Mai bis 9. Juni: Vasco Bergamaschi gewinnt den Giro d’Italia 1935.
- 4. bis 28. Juli: Romain Maes gewinnt die Tour de France 1935.
- 11. Juli: Francisco Cepeda kommt bei der Abfahrt vom Col du Galibier zu Sturz und erleidet einen Schädelbasisbruch, an dem er drei Tage später im Krankenhaus stirbt. Er ist der erste Radsportler, der bei einer Tour de France tödlich verunglückt.

### Rudern
- Cambridge besiegt Oxford im Boat Race.

### Tischtennis
- 8. bis 16. Februar: Tischtennisweltmeisterschaft 1935 in London

### Wintersport
- 19. bis 27. Januar: Eishockey-Weltmeisterschaft 1935 in Davos, Schweiz
- 13. bis 18. Februar: Nordische Skiweltmeisterschaften 1935
- 22. bis 25. Februar: Alpine Skiweltmeisterschaften 1935
- Bob-Weltmeisterschaft 1935
- Eiskunstlauf-Weltmeisterschaften 1935
- Eiskunstlauf-Europameisterschaften 1935

## Geboren

### Januar
- 01. Januar: Heinrich Büllwatsch, österreichischer Fußballspieler
- 04. Januar: Walter Mahlendorf, deutscher Leichtathlet
- 04. Januar: Floyd Patterson, US-amerikanischer Boxer († 2006)
- 09. Januar: John McCormack, schottischer Boxer († 2014)
- 13. Januar: Mauro Forghieri, italienischer Motoren- und Rennwagen-Konstrukteur († 2022)
- 14. Januar: Lucille Wheeler, kanadische Skirennläuferin
- 14. Januar: Jacob Yuchtman, sowjetisch-amerikanischer Schachspieler († 1985)
- 16. Januar: A. J. Foyt, US-amerikanischer Automobilrennfahrer
- 16. Januar: Udo Lattek, deutscher Fußballspieler und -trainer († 2015)
- 17. Januar: Boris Stenin, russischer Eisschnellläufer († 2001)
- 25. Januar: Franco Nenci, italienischer Boxer († 2020)
- 26. Januar: Friðrik Ólafsson, isländischer Schachgroßmeister († 2025)
- 31. Januar: Renate Kohn, deutsche Tischtennisspielerin

### Februar
- 05. Februar: Max Deubel, deutscher Motorradrennfahrer
- 05. Februar: Jack Findlay, australischer Motorradrennfahrer († 2007)
- 06. Februar: Günther Werschy, deutscher Fußballspieler und -trainer († 2024)
- 08. Februar: Herbert Fenn, deutscher Rechtswissenschaftler, Tanzsportler und Sportfunktionär († 2001)
- 08. Februar: Josef Lenz, deutscher Rennrodler und Rennrodeltrainer († 2023)
- 08. Februar: Bill Smith, britischer Motorradrennfahrer
- 11. Februar: Rudolf Hoffmann, deutscher Fußballspieler († 2020)
- 12. Februar: Jean Jensen, britische Schwimmerin († 2021)
- 16. Februar: José Manuel Ribeiro da Silva, portugiesischer Radrennfahrer († 1958)
- 25. Februar: Pepe, brasilianischer Fußballspieler und -trainer

### März
- 03. März: Mal Anderson, australischer Tennisspieler
- 04. März: Bent Larsen, dänischer Schachspieler († 2010)
- 06. März: Ron Delany, irischer Mittelstreckenläufer und Olympiasieger
- 07. März: Josef Deutsch, deutscher Fußballspieler
- 10. März: Manfred Germar, deutscher Leichtathlet
- 10. März: Alexei Wachonin, sowjetisch-russischer Gewichtheber und Olympiasieger 1964 († 1993)
- 11. März: Ernst Lindner, deutscher Fußballspieler († 2012)
- 12. März: John Doherty, englischer Fußballspieler († 2007)
- 13. März: Ginès Liron, französischer Fußballspieler
- 17. März: Óscar Panno, argentinischer Schach-Großmeister
- 21. März: Lee Chang-hoon, südkoreanischer Marathonläufer († 2004)
- 21. März: Brian Clough, englischer Fußballspieler und Trainer († 2004)
- 21. März: Fred Willamowski, deutscher Motorradrennfahrer († 2003)
- 22. März: Lea Pericoli, italienische Tennisspielerin und Stil-Ikone († 2024)
- 23. März: Szilárd Kun, ungarischer Sportschütze († 1987)
- 24. März: Fritz Gallati, Schweizer Radrennfahrer († 2020)
- 28. März: Hubert Hahne, deutscher Automobilrennfahrer († 2019)
- 28. März: Józef Szmidt, deutsch-polnischer Leichtathlet und zweifacher Olympiasieger († 2024)
- 29. März: Wolfgang Uhlmann, deutscher Schachspieler († 2020)

### April
- 06. April: Takashi Ishimoto, japanischer Schwimmer († 2009)
- 06. April: Luis del Sol, spanischer Fußballspieler († 2021)
- 08. April: Ion Ciosescu, rumänischer Fußballspieler († 2014)
- 17. April: Lamar Lundy, US-amerikanischer American-Football-Spieler († 2007)
- 20. April: Horst Kunzmann, deutscher Fußballspieler und -trainer († 2016)
- 29. April: Gundi Busch, deutsche Eiskunstläuferin († 2014)

### Mai
- 02. Mai: Luis Suárez, spanischer Fußballspieler und -trainer († 2023)
- 08. Mai: Jack Charlton, englischer Fußballtrainer und Fußballspieler († 2020)
- 14. Mai: János Söre, ungarischer Radrennfahrer († 2023)
- 15. Mai: Don Bragg, US-amerikanischer Stabhochspringer († 2019)
- 25. Mai: Jim Trueman, US-amerikanischer Unternehmer und Automobilrennfahrer († 1986)

### Juni
- 01. Juni: Charlach Mackintosh, britischer Skirennläufer († 2019)
- 10. Juni: Vic Elford, britischer Automobilrennfahrer († 2022)
- 10. Juni: Erwin Stein, deutscher Fußballspieler († 2024)
- 13. Juni: Enzo Robotti, italienischer Fußballspieler und -trainer
- 14. Juni: Hermann Kindle, liechtensteinischer Skirennläufer
- 18. Juni: Werner Altegoer, deutscher Fußball-Funktionär († 2013)
- 20. Juni: Armando Picchi, italienischer Fußballspieler und -trainer († 1971)
- 21. Juni: Agnes Simon, ungarische Tischtennisspielerin († 2020)
- 22. Juni: Rudolf Lippert, deutscher Tischtennisspieler
- 26. Juni: Carlo Facetti, italienischer Automobilrennfahrer
- 29. Juni: Paul Tiedemann, deutscher Handballspieler und -trainer († 2014)

### Juli
- 03. Juli: Osvaldo Bagnoli, italienischer Fußballspieler und -trainer
- 11. Juli: Giorgio Pianta, italienischer Automobilrennfahrer und Motorsportfunktionär († 2014)
- 12. Juli: Hans Tilkowski, deutscher Fußballspieler und -trainer († 2020)
- 27. Juli: Hatsue Nagakubo, japanische Eisschnellläuferin
- 23. Juli: John Cordts, kanadischer Automobilrennfahrer
- 30. Juli: Győző Forintos, ungarischer Schachmeister († 2018)

### August
- 09. August: Klaus Stürmer, deutscher Fußballspieler († 1971)
- 13. August: Mudcat Grant, US-amerikanischer Baseballspieler († 2021)
- 13. August: Rick Muther, US-amerikanischer Automobilrennfahrer († 1995)
- 13. August: Michael A. Roth, deutscher Fußball-Funktionär
- 15. August: Jürgen Werner, deutscher Fußballspieler († 2002)
- 30. August: Gerhard Mitter, deutscher Automobilrennfahrer († 1969)
- 31. August: Frank Robinson, US-amerikanischer Baseballspieler und -manager († 2019)

### September
- 03. September: Hans Sturm, deutscher Fußballspieler († 2007)
- 05. September: Aki Schmidt, deutscher Fußballspieler und -trainer († 2016)
- 07. September: Pedro Waldemar Manfredini, argentinischer Fußballspieler († 2019)
- 08. September: Fritz Baumbach, deutscher Fernschachgroßmeister († 2025)
- 10. September: Giacomo Losi, italienischer Fußballspieler und -trainer († 2024)
- 17. September: Władysław Tajner, polnischer Skispringer und Skisprungtrainer († 2012)
- 20. September: Walter Eschweiler, deutscher Fußballschiedsrichter
- 22. September: Jacques Morel, französischer Ruderer
- 28. September: Alan Shepherd, britischer Motorradrennfahrer († 2007)

### Oktober
- 02. Oktober: Omar Sívori, argentinisch-italienischer Fußballspieler und -trainer († 2005)
- 10. Oktober: Hermann Nuber, deutscher Fußballspieler und -trainer († 2022)
- 15. Oktober: Bobby Morrow, US-amerikanischer Leichtathlet († 2020)
- 15. Oktober: Francis Perret, Schweizer Skispringer
- 20. Oktober: Fabio Cudicini, italienischer Fußballtorhüter
- 22. Oktober: Judy Devlin, US-amerikanische Badmintonspielerin († 2024)
- 30. Oktober: Albrecht Woeste, deutscher Sportfunktionär

### November
- 03. November: Gero Bisanz, deutscher Fußballspieler und -trainer († 2014)
- 11. November: Manfred Schiek, deutscher Motorrad- und Automobilrennfahrer († 1965)
- 14. November: Julio César Maglione, uruguayischer Schwimmer und Sportfunktionär
- 17. November: Toni Sailer, österreichischer Skirennläufer und Schauspieler († 2009)
- 21. November: Tom Murphy, US-amerikanischer Leichtathlet († 2025)
- 25. November: Roland Wabra, deutscher Fußballspieler († 1994)
- 27. November: Juri Titow, sowjetisch-russischer Kunstturner und Olympiasieger 1956
- 30. November: Trevor Blokdyk, südafrikanischer Speedway- und Automobilrennfahrer († 1995)

### Dezember
- 01. Dezember: Roger Christian, US-amerikanischer Eishockeyspieler († 2011)
- 05. Dezember: Marise Chamberlain, australische Leichtathletin und Olympionikin († 2024)
- 07. Dezember: Hanspeter Lanig, deutscher Skirennläufer († 2022)
- 08. Dezember: Tatjana Satulowskaja, russische Schachspielerin († 2017)
- 11. Dezember: Klaus Miesner, deutscher Handballspieler und -trainer († 1989)
- 21. Dezember: Lorenzo Bandini, italienischer Automobilrennfahrer († 1967)
- 22. Dezember: Anatoli Sass, sowjetisch-russischer Ruderer und Olympiasieger († 2023)
- 23. Dezember: Hans Georg Anscheidt, deutscher Motorradrennfahrer
- 23. Dezember: Paul Hornung, US-amerikanischer American-Football-Spieler († 2020)
- 26. Dezember: William Brack, kanadischer Automobilrennfahrer
- 26. Dezember: Moisés Solana, mexikanischer Automobilrennfahrer († 1969)
- 29. Dezember: Iwan Kotschergin, sowjetisch-russischer Ringer († 2015)
- 30. Dezember: Antal Kiss, ungarischer Geher († 2021)

## Gestorben

### Januar
- 10. Januar: Edwin Flack, australischer Leichtathlet und Olympiateilnehmer (* 1873)
- 15. Januar: John Møller, norwegischer Sportschütze (* 1866)
- 21. Januar: Hugo Clason, schwedischer Segler (* 1865)
- 23. Januar: Richard Sheldon, US-amerikanischer Leichtathlet (* 1878)
- 26. Januar: Jay Gould II, US-amerikanischer Jeu de Paume-Spieler (* 1888)

### Februar
- 06. Februar: Jackson Whipps Showalter, US-amerikanischer Schachspieler (* 1869)
- 16. Februar: Miltiades Manno, ungarischer Ruderer und Fußballspieler (* 1879)
- 17. Februar: Alfred Hughes, britischer Segler (* 1868)

### März
- 16. März: Aaron Nimzowitsch, lettischer Schachspieler und -theoretiker (* 1886)
- 29. März: Ernst Wagner-Hohenlobbese, deutscher Sportschütze (* 1866)
- 30. März: Edwin Hunter, US-amerikanischer Tennisspieler (* 1874)

### April
- 03. April: Ernst-Aleksander Joll, estnischer Fußballspieler und Sportjournalist (* 1902)
- 14. April: Louis Poppe, französischer Turner (* 1884)
- 21. April: Thaddeus McClain, US-amerikanischer Leichtathlet (* 1876)

### Mai
- 01. Mai: Henri Pélissier, französischer Radrennfahrer (* 1889)
- 31. Mai: Bernhard Britz, schwedischer Radrennfahrer (* 1906)

### Juni
- 03. Juni: James Bunten, britischer Segler (* 1875)
- 07. Juni: Carl Pauen, deutscher Moderner Fünfkämpfer (* 1859)
- 09. Juni: Effrosini Paspati, griechische Tennisspielerin (* 1880)
- 22. Juni: Andrew Libano, US-amerikanischer Segler (* 1903)

### Juli
- 01. Juli: Otto Wahl, deutscher Skilangläufer (* 1904)
- 06. Juli: Bernard de Pourtalès, Schweizer Segler (* 1870)
- 08. Juli: Guy Nickalls, britischer Ruderer (* 1866)
- 14. Juli: Francisco Cepeda, spanischer Radrennfahrer (* 1906)
- 16. Juli: Annie Smith Peck, US-amerikanische Bergsteigerin (* 1850)
- 17. Juli: Jacob Björnström, finnischer Segler (* 1881)
- 26. Juli: Gil Andersen, norwegisch-US-amerikanischer Ingenieur, Automobilrennfahrer und Automobilmanager (* 1879)
- 28. Juli: John Rahm, US-amerikanischer Golfspieler (* 1854)

### August
- 14. August: Arthur Westover, kanadischer Sportschütze (* 1864)
- 19. August: Helmut Röpnack, deutscher Fußballspieler (* 1884)

### September
- 09. September: Charles Rivett-Carnac, britischer Segler (* 1853)
- 19. September: Aimé Haegeman, belgischer Reiter (* 1861)
- 25. September: Tom Richards, australischer Rugbyspieler (* 1882)

### Oktober
- 01. Oktober: Joe Walcott, barbadischer Boxer (* 1873)
- 02. Oktober: Ludwig Hofmann, deutscher Fußballspieler (* 1900)
- 02. Oktober: Milada Skrbková, tschechoslowakische Tennisspielerin (* 1897)
- 09. Oktober: Gustaf Adolf Boltenstern senior, schwedischer Dressurreiter (* 1861)
- 25. Oktober: William Leushner, US-amerikanischer Sportschütze (* 1863)

### November
- 02. November: Rudolf Steinweg, deutscher Automobilrennfahrer (* 1888)

### Dezember
- 02. Dezember: Albert Ayat, französischer Fechter (* 1875)
- 06. Dezember: Otto Franke, deutscher Turner und Steinstoßer (* 1883)
- 17. Dezember: Alf Svensén, schwedischer Turner (* 1893)
- 21. Dezember: Charles MacIver, britischer Segler (* 1866)
- 31. Dezember: Pierre Failliot, französischer Leichtathlet und Rugbyspieler (* 1887)

### Datum unbekannt
- John Frederick Abercromby, britischer Golfarchitekt (* 1861)
- Guido Balzarini, italienischer Fechter (* 1874)
- Carlos Bianchi, argentinischer Leichtathlet (* 1910)